# شاهتوش
شاهتوش نام کرک آهوی تبتی است.

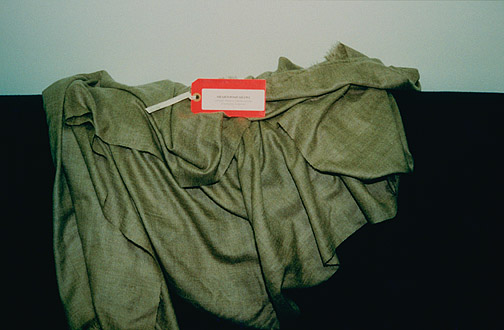
یک شال شاهتوش

‌شاهتوش یکی از نرم‌ترین کرک‌ها می‌باشد که از بهترین کرک کشمیر نیز نرم‌تر و گران‌تر است.
نام شاهتوش فارسی و به معنای «لذت شاه» است.